# Argyrhoda laronia
Argyrhoda laronia là một loài bướm đêm trong họ Noctuidae.